# Norsk akkreditering
Norsk akkreditering (NA) ist eine norwegische Verwaltungsbehörde, die dem Ministerium für Handel und Industrie untersteht und zuständig ist für die nationale Akkreditierung von Laboren, Zertifizierungsstellen und Kontrollstellen. Zusätzlich ist sie für die GLP-Zertifizierung und für die EMAS Zertifizierung (Umwelt) verantwortlich. Sie wurde am 1. Januar 2004 gegründet, hat ihren Sitz in Lillestrøm und hat 24 Mitarbeiter.
In den letzten Jahren wurde die Akkreditierung innerhalb des EU-Systems für die Kontrolle der Kompetenz und die Fähigkeit zur Ausführung bei der Leistung von Behörden verwendet. Beispielsweise beauftragt die norwegische NYTEK nur akkreditierte Unternehmen mit der Inspektion ihrer Aquakulturanlagen.